# Праттсбург (Нью-Йорк)
Праттсбург (англ. Prattsburgh) — місто (англ. town) в США, в окрузі Стубен штату Нью-Йорк. Населення — 1983 особи (2020).

## Демографія
Згідно з переписом 2010 року, у місті мешкало 2085 осіб у 857 домогосподарствах у складі 550 родин. Було 1468 помешкань
Расовий склад населення:
| - 96,8 % — білих - 0,8 % — чорних або афроамериканців - 0,5 % — корінних американців - 0,2 % — азіатів |

До двох чи більше рас належало 1,3 %. Частка іспаномовних становила 1,2 % від усіх жителів.
За віковим діапазоном населення розподілялося таким чином: 22,6 % — особи молодші 18 років, 62,7 % — особи у віці 18—64 років, 14,7 % — особи у віці 65 років та старші. Медіана віку мешканця становила 42,4 року. На 100 осіб жіночої статі у місті припадало 100,3 чоловіків;  на 100 жінок у віці від 18 років та старших — 101,2 чоловіків також старших 18 років.
Середній дохід на одне домашнє господарство  становив 63 742 долари США (медіана — 50 031), а середній дохід на одну сім'ю — 72 766 доларів (медіана — 52 946). Медіана доходів становила 40 250 доларів для чоловіків та 36 875 доларів для жінок. За межею бідності перебувало 8,0 % осіб, у тому числі 5,0 % дітей у віці до 18 років та 6,4 % осіб у віці 65 років та старших.
Цивільне працевлаштоване населення становило 898 осіб. Основні галузі зайнятості: освіта, охорона здоров'я та соціальна допомога — 16,4 %, виробництво — 15,7 %, будівництво — 12,5 %, мистецтво, розваги та відпочинок — 11,7 %.